# Vera Piller
Vera Piller (geboren als Vera Kinz; * 31. Dezember 1949 in Wiesbaden; † Mai 1983 in der Schweiz) war eine deutsch-schweizerische Schriftstellerin und Sängerin. Sie gilt als «Dichterin der Jugendunruhen von 1980».

## Leben und Wirken
Piller zog 1968 nach Zürich, wo sie den Schweizer Künstler Dominique Piller heiratete. 1979 erschien Kaputtmacher AG Söhne et Co mit Fotos ihres Mannes, 1980 ein Band mit Kinderliedern.
Sie nahm an einer Tournee der Gruppe «Holde und Unholde» teil, zu der auch die Musiker Gudrun Racine, Erich Nussbaum, Burhan Öçal und der Schriftsteller Werner Bucher gehören, sang ihre Kinderlieder und las ihre Gedichte.
Als Redakteurin der Literaturzeitschrift Orte stellte sie die Themenhefte «Frauen» (Orte, 33) und «Knast» (Orte, 37) zusammen. 1981 wurde ihr Hörspiel Goldfische von Radio DRS gesendet und das Theaterstück Künstler – aber wie leben? wurde in der Roten Fabrik in Zürich uraufgeführt. 1983 starb Vera Piller in ihrer Wohnung an den Folgen eines Hirninfarkts.
Zum Gedenken an Vera Piller wurde von 1984 bis 1991 der «Vera-Piller-Poesiepreis» von der Zeitschrift Orte vergeben. 2005 erschien Im Sonnenausverkauf den besten Strahl erwische als erster Band einer geplanten Gesamtausgabe im Orte-Verlag.

## Werke
- Kaputtmacher AG Söhne et Co. Mit Fotos von Dominique Piller. Eco-Verlag, Zürich 1979, ISBN 3-85637-019-6.
- Kinderlieder – aus meinen grossen Schmerzen mach ich kleine Lieder. Mit einem Vorw. von Werner Bucher. Eco-Verlag, Zürich 1980, ISBN 3-85647-028-X.
- Macht damit was ihr wollt. Lyrik und Prosa. Hrsg. von Rolf Thut. Eco-Verlag, Zürich 1984, ISBN 3-85647-068-9.
- Im Sonnenausverkauf den besten Strahl erwische. Gedichte. Hrsg. von Werner Bucher und Virgilio Masciadri. Orte-Verlag, Zelg-Wolfhalden/Zürich 2005, ISBN 3-85830-128-0.